# 浅井政貞
浅井 政貞（あざい まささだ）は、戦国時代から安土桃山時代にかけての武将。織田氏の家臣。尾張苅安賀城主。

## 生涯

### 出自と諱
尾張浅井氏当主・浅井高政（新三郎）の子と伝わる。尾張浅井氏は近江国の浅井氏の庶流ともいわれるが、近江浅井氏がまもなく有名になったために系譜を仮冒されたものであるとも考えられる。このほか、元々黒田城主の子で、浪人中の若き山内一豊が永禄初年に一時身を寄せていたとの記録も残ることから、山内氏と縁続きであったとも考えられる。
諱は、子孫から江戸幕府に提出された『寛政重修諸家譜』によれば某氏とされ、政貞あるいは政澄に作るとある。賢政、政高、信広などもあるが、文書が確認できるのは信広である。谷口克広はいずれも諱も定かではないとする。

### 略歴
尾張国中島郡の苅安賀城に住み、織田信長に仕える。信長にはその尾張統一以前の早い時点から仕えたと考えられ、永禄年中に赤母衣衆の一員となった。
永禄11年（1568年）9月の上洛の際、佐久間信盛・木下秀吉・丹羽長秀と共に箕作城を攻撃してこれを落としたことが『信長公記』に記載されている。（観音寺城の戦い）
以後、浅井攻め、長島攻めなど随所に従軍し、馬廻ながら前田利家や佐々成政と同程度の小部隊の指揮官として活躍。
天正2年（1574年）以降は尾張・美濃の支配を行うこととなった信長の長男・信忠の軍に尾張衆の一員として組み入れられ、天正4年（1576年）に信忠に従って播磨国に出兵して砦の守将とされた。しかしこの記録を最後にして、以降は没したためか史書には登場しない。『尾張群書系図部集』によれば、天正9年（1581年）5月24日死去とされる。

## 系譜
- 父：浅井高政
- 室：毛利秀頼の妹（斯波義統の娘か）
- 室：毛利高政の娘
  - 次男：浅井政重（?-1652）
- 生母不明の子女
  - 長男：浅井長時（1569-1584）
  - 女子：市橋長勝正室
  - ニ女あり